# Kjell Lönnå
Kjell Olov Lönnå, född 13 juli 1936 i Smedjebacken i Norrbärke församling, Dalarna, död 10 maj 2022 i Gustav Adolfs distrikt i Sundsvall, var en svensk körledare, programledare och kompositör. Han ledde tre körer i Sundsvall – Sundsvalls kammarkör, manskören KFUM-kören och damkören Confetti – samt var programledare i flera radio- och tv-program, ofta med körsång i fokus.

## Biografi
Kjell Lönnås far var baptistpastorn Titus Lönnå. År 1948 flyttade familjen till Sundsvall. Redan 1953, vid 17 års ålder, bildade Kjell Lönnå en ungdomskör i Elimkyrkan i Sundsvall, där fadern var pastor. År 1955 omskrevs Lönnå och kören i Sundsvalls Tidning efter en konsert som fick fina recensioner. 
Lönnå började som typograf på Sundsvalls Tidning 1952–1955. Han utbildade sig till reklamtecknare vid Anders Beckmans skola 1955–1957. Han gick musiklärarutbildning vid Lärarhögskolan i Kalmar 1971, och arbetade under åren 1957–1981 som musik- och teckningslärare i Sundsvall. Han blev frilansproducent i radio och TV 1960, och producent vid Sveriges Radio 1980–1987, som frilans sedan 1987. 
År 1965 startade han Sundsvalls Kammarkör. Två år senare annonserade han efter sångglada män för en träff i KFUM:s lokaler i Sundsvall, varefter KFUM-kören bildades. Han ledde dessa körer, som var för sig har turnerat i många delar av världen. Från  2006 ledde han även kören Confetti, som är en damkör.
Lönnå har komponerat ett stort antal visor och körverk, bland annat melodin till Psalm 521 i 1986 års psalmbok, Mina döda timmar. År 1998 utnämndes han till förbundsdirigent i Riksförbundet Svensk Körsång. 
Vid sidan av sin musikaliska verksamhet målade han tavlor och ställde ut på gallerier.
År 2013 gav Lönnå ut boken Sången är min, en självbiografi med berättelser ur både det privata och professionella livet. Han är begravd på Sundsvalls Gustav Adolfs kyrkogård.

### TV
"Julton" är en återkommande konsert i Gustav Adolfs kyrka i Sundsvall sedan 1969; 1978 sändes konserten första gången i Sveriges Television, och Bo Setterlind medverkade. År 1979 började en serie med allsångskonserter att sändas i TV2, en tradition som skulle hålla sig fram till 1997. Flera artister hade TV-premiär i Lönnås olika program, exempelvis Helen Sjöholm och Andreas Lundstedt. Carola Häggkvist, Sissel Kyrkjebø, Tito Beltrán och The Real Group medverkade tidigt under sina karriärer 
Under programnamnet Sången är din gjordes på 1980-talet av Sveriges Television ett antal program från Cirkus i Stockholm med Lönnå som programledare och Sundsvalls Kammarkör och KFUM-kören i Sundsvall som huskörer. Lönnå var programledare i Lekande lätt, ett underhållningsprogram i Sveriges Television från Sundsvall där barn ger beskrivningar av personer eller föremål och tävlande lag gissar vad barnen beskriver. Programmet hade premiär 1987. Programmet Lönnå med gäster sändes från Södra Stadsberget i Sundsvall 1992 och 1993. Han deltog även som tävlande gäst i Så ska det låta och Fångarna på fortet.
Lönnå ledde under 11 år (1998–2008) årligen konserter i Globen, arrangerade av Läkarmissionen. Han dirigerade körer om cirka 3 000 personer. Den första konserten hette "Älskade psalmer" och de övriga "Sånger för livet". Den sista konserten var en julkonsert.
Lönnå dirigerade sin allra största kör den 12 juli 2011 i Allsång på Skansen med cirka 25 000 deltagare.[källa behövs]

## Priser och utmärkelser
- Dagbladets Stipendium 1964
- Sundsvalls stads kulturstipendium 1964
- Västernorrlands läns landstings kulturstipendium 1968
- Norrlandsförbundets stipendium 1973
- Olof Högbergs-plaketten 1977
- Sveriges körförbunds hederstecken 1985
- Årets TV-personlighet 1986
- The American Swedish Cultural Foundation, John Hanson Award 1987
- Paul Harris Fellow 1988
- Hylandpriset 1988
- Årets marknadsförare, Sundsvall 1989
- Hans Majestät Konungens medalj i guld, 8:e storleken i högblått band 1991
- Berömmet, Västernorrlands läns turistråd 1991
- Bra gjort, Ambassadör för Sundsvall 1995
- Sundsvalls Kulturnämnds belöningsstipendium 2001
- Sundsvall Music Award 2002
- SKAP-stipendium 2003
- SCA och Sundsvalls Tidnings Jubileumsstipendium 2004
- Årets drake i Sundsvall, 2005
- Jubileumspris 2006
- Madeleine Ugglas Stipendiefond 2006
- Årets körledare 2006
- Tåg uppkallat efter sig 2008
- Hedersambassadör för Sundsvall 2014[10]
- Sundsvalls Gilles utmärkelse 2015
- Hedersledamot vid Norrlands nation 2016[11]
- Hedersmedlem i Sveriges Körförbund 2016

## Kjell Lönnå-stipendiater
Med anledning av Kjell Lönnås 70-årsdag inrättades ett stipendium inom området körsång med statuter som utformats av Kjell Lönnå och kommunen. Stipendiet på 5 000 kr delades ut årligen under tiden 2007–2016 av Sundsvalls kommuns finansutskott. När Lönnå fyllde 80 år förnyades stipendiet genom en donation från Lönnås körer. Då ändrades även statuterna för vem som kan få det.
Bland annat följande har erhållit stipendiet:
- 2007 – Eva Bjerke
- 2008 – Birgitta Thalén
- 2009 – Pernilla Backlund
- 2010 – Yamandú Pontvik
- 2011 – Spectra Gospel
- 2012 – Isabella Gidlöf Gathe[13]
- 2013 – Ulf Råberg[14]
- 2014 – Margareta Rudbo
- 2015 – David Bodin
- 2016 – Linda Forslund
- 2017 – Ulrika Bodén
- 2018 – Mats Ottesen
- 2019 – Thomas Gathe